# Ballybricken
Ballybricken è una cittadina situata a est della contea di Limerick in Irlanda. Si trova nella parrocchia civile di Caherelly a circa 18 chilometri dalla città di Limerick. È principalmente una zona agricola.